# Mesoiulus berlesei
Mesoiulus berlesei är en mångfotingart som först beskrevs av Filippo Silvestri 1898.  Mesoiulus berlesei ingår i släktet Mesoiulus och familjen kejsardubbelfotingar. Inga underarter finns listade i Catalogue of Life.